# Stazione di Pineto-Atri
Stazione di Pineto-Atri vasútállomás Olaszországban, Pineto településen.

## Vasútvonalak
Az állomást az alábbi vasútvonalak érintik:
- Ancona–Lecce-vasútvonal

## Kapcsolódó állomások
A vasútállomáshoz az alábbi állomások vannak a legközelebb:
- Stazione di Scerne di Pineto